# Lososina
Lososina (in russo Лососина?) è un insediamento di tipo urbano della Russia, situato nel Territorio di Chabarovsk. Si trova nel distretto Sovetsko-Gavanskij.
La località si trova poco a nord di Sovetskaja Gavan' all'imboccatura della baia omonima, sulle rive dello stretto dei Tartari.